# وارن بارکر
وارن بارکر (انگلیسی: Warren Barker؛ ۱۶ آوریل ۱۹۲۳ – ۳ اوت ۲۰۰۶) یک آهنگساز اهل ایالات متحده آمریکا بود.
از فیلم‌ها یا مجموعه‌های تلویزیونی که وی در آن‌ها نقش داشته است می‌توان به راهبه پرنده اشاره نمود.